# Tribunal de brujas
Tribunal de brujas (en hangul, 마녀의 법정; romanización revisada, Manyeoui beopjeong), es una serie de televisión surcoreana transmitida por KBS 2TV desde el 9 de octubre hasta el 28 de noviembre de 2017. Es protagonizada por Jung Ryeo Won y Yoon Hyun Min.

## Argumento
Ma Yi Deum (Jung Ryeo Won) ha sido una fiscal por los últimos siete años y posee experiencia suficiente en las cuatro fiscalías del distrito en Seúl. Ella es una mujer manipuladora que a veces no duda en utilizar métodos drásticos como ataques personales, fabricar evidencias e incitar perjurio con el objetivo de ganar sus casos. Sin embargo, cuando es asignada a la división especial de crímenes sexuales y conoce al novato fiscal Yeo Jin Wook (Yoon Hyun Min), tanto su vida personal y laboral comienzan a cambiar.
Por otro lado Jin Wook, es un hombre graduado de la escuela de leyes y es uno de los mejores de su clase, asimismo, anteriormente solía ser un psiquiatra pediátrico. A ellos se les unen Cho Gap Soo (Jun Kwang Ryul), un oficial en jefe retirado que es elegido como miembro de la Asamblea Nacional que se desempeña como uno de los miembros de la junta asesora de una firma de abogados y Min Ji Sook (Kim Yeo Jin), la fiscal en jefe encargada del grupo del trabajo especial de delitos sexuales contra niños y mujeres.

## Reparto

### Personajes principales
- Jung Ryeo Won como Ma Yi Deum.[2]
  - Lee Ree como Yi Deum (niña).
  - Noh Jeong Ui como Yi Deum (adolescente).
- Yoon Hyun Min como Yeo Jin Wook.
  - Ji Min Hyuk como Jin Wook (adolescente).
- Jun Kwang Ryul como Cho Gap Soo.
- Kim Yeo Jin como Min Ji Sook.

### Personajes secundarios
Relacionados con la fiscalía
- Jeon Ik Ryung como Janf Eun Jung.
- Choi Ree como Seo Yoo Ri.
- Kim Jae Hwa como Son Mi Young.
- Yoon Kyung-ho como Goo Suk Chan.[3]

Relacionados con la firma de abogados
- Heo Sung-tae como Baek Sang-ho.
- Kim Min Seo como Heo Yoon Kyung.

Miembros de la familia
- Lee Il Hwa como Kwang Young Shil.
- Song Chae Yoon como Jang Yoo Mi.

### Otros personajes
- Tae Won-seok como Choi Yong-woon.
- Jeon Mi-seon como Go Jae-suk.
- Jeon Bae Soo.
- Jung Jae-kwang como el Fiscal Yun.
- Kim Sang Il.
- Kang Dong Yeop.
- Park Seung Tae.
- Kim Min Chae.
- Jeon Woon Jong.
- Uhm Ji Man.
- Shin Nan Ae.
- Ahn Woo-yeon como un conductor (ep. #11)
- Jung Byung Ho.
- Son Sun Geun.
- Kwon Hyuk Soo.
- Kim Ji Eun.
- Cho Yi-hyun.

## Producción
La serie fue dirigida por Kim In Tae y Kim Young Kyoon, asimismo, fue escrita por Jung Do Yoon, la creadora de The Time We Were Not in Love y fue producida por IWILL Media. Inicialmente fue conocida como No creas en ella (그녀를 믿지마세요), antes de adoptar su título definitivo. La primera lectura de guion fue realizada a principios de septiembre de 2017.

## Música
La primera canción utilizada en la serie, Leaning on Wind es interpretada por Solji de la banda EXID.

## Recepción

### Audiencia
En azul la audiencia más baja y en rojo la más alta, correspondientes a las empresas medidoras TNms y AGB Nielsen.
| Ep. #    | Fecha de estreno        | Share        | Share        | Share       | Share       |
| Ep. #    | Fecha de estreno        | TNmS Ratings | TNmS Ratings | AGB Nielsen | AGB Nielsen |
| Ep. #    | Fecha de estreno        | Nacional     | Seúl         | Nacional    | Seúl        |
| -------- | ----------------------- | ------------ | ------------ | ----------- | ----------- |
| 1        | 9 de octubre de 2017    | 6.5 %        | 6.9 %        | 6.6 %       | 7.0 %       |
| 2        | 10 de octubre de 2017   | 7.6 %        | 7.8 %        | 9.5 %       | 9.6 %       |
| 3        | 16 de octubre de 2017   | 8.1 %        | 9.0 %        | 9.1 %       | 8.6 %       |
| 4        | 17 de octubre de 2017   | 10.9 %       | 10.4 %       | 12.3 %      | 12.7 %      |
| 5        | 23 de octubre de 2017   | 8.5 %        | 9.4 %        | 10.2 %      | 10.6 %      |
| 6        | 24 de octubre de 2017   | 9.6 %        | 10.8 %       | 11.0 %      | 11.3 %      |
| 7        | 30 de octubre de 2017   | 7.5 %        | 7.8 %        | 7.6 %       | 7.7 %       |
| 8        | 31 de octubre de 2017   | 9.4 %        | 10.6 %       | 9.3 %       | 9.1 %       |
| 9        | 6 de noviembre de 2017  | 8.7 %        | 9.1 %        | 10.1 %      | 10.3 %      |
| 10       | 7 de noviembre de 2017  | 11.1 %       | 12.4 %       | 11.4 %      | 11.9 %      |
| 11       | 13 de noviembre de 2017 | 9.3 %        | 10.8 %       | 10.5 %      | 10.5 %      |
| 12       | 14 de noviembre de 2017 | 11.2 %       | 12.3 %       | 11.9 %      | 12.3 %      |
| 13       | 20 de noviembre de 2017 | 9.4 %        | 9.8 %        | 10.9 %      | 10.6 %      |
| 14       | 21 de noviembre de 2017 | 11.9 %       | 12.0 %       | 12.6 %      | 12.3 %      |
| 15       | 27 de noviembre de 2017 | 9.9 %        | 10.2 %       | 11.9 %      | 11.9 %      |
| 16       | 28 de noviembre de 2017 | 12.0 %       | 12.6 %       | 14.3 %      | 14.1 %      |
| Promedio | Promedio                | 9.5 %        | 10.1 %       | 10.6 %      | 10.6 %      |

## Premios y nominaciones
| Año  | Premio               | Categoría                                       | Nominado                      | Resultado |
| ---- | -------------------- | ----------------------------------------------- | ----------------------------- | --------- |
| 2017 | 35° KBS Drama Awards | Premio a la alta excelencia, actriz             | Jung Ryeo Won                 | Ganador   |
| 2017 | 35° KBS Drama Awards | Premio a la excelencia, actriz en una miniserie | Jung Ryeo Won                 | Nominado  |
| 2017 | 35° KBS Drama Awards | Premios de los internautas - femenino           | Jung Ryeo Won                 | Nominado  |
| 2017 | 35° KBS Drama Awards | Premio a la excelencia, actor en una miniserie  | Yoon Hyun Min                 | Nominado  |
| 2017 | 35° KBS Drama Awards | Premios de los internautas - masculino          | Yoon Hyun Min                 | Nominado  |
| 2017 | 35° KBS Drama Awards | Mejor actriz secundaria                         | Lee Il Hwa                    | Ganador   |
| 2017 | 35° KBS Drama Awards | Mejor actriz secundaria                         | Kim Yeo Jin                   | Nominado  |
| 2017 | 35° KBS Drama Awards | Premio a la mejor pareja                        | Jung Ryeo Won y Yoon Hyun Min | Ganador   |
| 2017 | 35° KBS Drama Awards | Mejor actor joven                               | Ji Min Hyuk                   | Nominado  |
| 2017 | 35° KBS Drama Awards | Mejor actriz joven                              | Lee Re                        | Ganador   |

## Emisión internacional
- Hong Kong: J2 (2018).
- Singapur: Channel U (2018).
- Taiwán: EBC (2018).